# Rumer
Sarah Joyce, bedre kendt som Rumer, er en pop/soul-singer/songwriter fra Storbritannien.